# ون، ساسکچوان
ون، ساسکچوان (به انگلیسی: Venn, Saskatchewan) یک منطقهٔ مسکونی در کانادا است که در ساسکاچوان واقع شده‌است.

## خصوصیات
ون ۱۴ نفر جمعیت دارد.